# Ahmad Al-Awawdeh
Ahmad Al-Awawdeh (Naour, 28 de abril de 2000) es un futbolista jordano que juega en la demarcación de centrocampista para el Al-Salt SC de la Liga Premier de Jordania.

## Selección nacional
Hizo su debut con la selección absoluta de Jordania el 27 de enero de 2025 contra Uzbekistán en un partido amistoso que finalizó con un resultado de empate a cero.

## Clubes
| Club       | País     | Año       | Partidos | Goles |
| ---------- | -------- | --------- | -------- | ----- |
| Al-Ahli SC | Jordania | 2020-2022 |          |       |
| Ma'an SC   | Jordania | 2023-2024 |          |       |
| Al-Salt SC | Jordania | 2024-     |          |       |